# UAE Tour 2024
La 6.ª edición del UAE Tour fue una prueba de ciclismo en ruta por etapas que se celebra entre el 19 y el 25 de febrero de 2024 en los Emiratos Árabes Unidos.
La carrera formó parte del UCI WorldTour 2024, calendario de máximo nivel mundial, siendo la tercera carrera de dicho circuito. El vencedor fue el belga Lennert Van Eetvelt del Lotto Dstny, quien estuvo acompañado en el podio por el australiano Ben O'Connor del Decathlon AG2R La Mondiale y el español Pello Bilbao del Bahrain Victorious, segundo y tercer clasificado respectivamente.

## Equipos participantes
Tomaron parte en la carrera 20 equipos: 16 de categoría UCI WorldTeam y 4 de categoría UCI ProTeam. Formaron así un pelotón de 140 ciclistas de los que acabaron 129. Los equipos participantes fueron:
| WorldTeams (17)- Alpecin-Deceuninck - Astana Qazaqstan Team - Bahrain Victorious - Bora-Hansgrohe - Cofidis - Decathlon-AG2R La Mondiale - EF Education-EasyPost - Groupama-FDJ - Ineos Grenadiers - Intermarché-Wanty - Lidl-Trek - Movistar Team - Soudal Quick-Step - Team dsm-firmenich PostNL - Team Jayco AlUla - Team Visma \| Lease a Bike - UAE Team Emirates ProTeams (4)- Israel-Premier Tech - Lotto Dstny - Tudor Pro Cycling Team - Corratec-Vini Fantini |
| |

## Recorrido
El UAE Tour dispuso de siete etapas dividido en cuatro etapas llanas, una contrarreloj individual y dos etapas de montaña para un recorrido total de 985,1 kilómetros.
| Etapa     | Fecha     | Recorrido                              | type                    | Distancia (km) | Desnivel (m) | Ganador             | Líder               |
| --------- | --------- | -------------------------------------- | ----------------------- | -------------- | ------------ | ------------------- | ------------------- |
| 1.ª etapa | 19 de feb | Madinat Zayed – Oasis de Liwa          | etapa llana             | 141            | 1391 m       | Tim Merlier         | Tim Merlier         |
| 2.ª etapa | 20 de feb | Al Ḩudayriyāt – Al Ḩudayriyāt          | contrarreloj individual | 12,1           | 2 m          | Brandon McNulty     | Brandon McNulty     |
| 3.ª etapa | 21 de feb | Al Marjan Island – Jebel Jais          | etapa de montaña        | 176            | 2029 m       | Ben O'Connor        | Jay Vine            |
| 4.ª etapa | 22 de feb | Dubái – Puerto Rashid                  | etapa llana             | 168            | 288 m        | Tim Merlier         | Jay Vine            |
| 5.ª etapa | 23 de feb | Al Aqqah – Um el Kaiwain               | etapa llana             | 182            | 1043 m       | Olav Kooij          | Jay Vine            |
| 6.ª etapa | 24 de feb | Louvre Abu Dabi – Abu Dhabi Breakwater | etapa llana             | 138            | 110 m        | Tim Merlier         | Jay Vine            |
| 7.ª etapa | 25 de feb | Al Ain – Jabal Hafit                   | etapa de media montaña  | 161            | 1267 m       | Lennert Van Eetvelt | Lennert Van Eetvelt |

## Desarrollo de la carrera

### 1.ª etapa
| Madinat Zayed - Oasis de Liwa | etapa llana | (141 km) |

| \| Clasificación de la etapa \| Clasificación de la etapa \| Clasificación de la etapa \| Clasificación de la etapa \| Clasificación de la etapa \| \| Ciclista \| Ciclista \| Equipo \| Tiempo \| \| \| ------------------------- \| ------------------------- \| -------------------------- \| ------------------------- \| ------------------------- \| \| 1.º \| Tim Merlier \| Soudal Quick-Step \| 3 h 09 min 55 s \| \| \| 2.º \| Arvid de Kleijn \| Tudor Pro Cycling Team \| + 0 s \| \| \| 3.º \| Jakub Mareczko \| Team Corratec-Vini Fantini \| + 0 s \| \| \| 4.º \| Fabio Jakobsen \| Team dsm-firmenich PostNL \| + 0 s \| \| \| 5.º \| Samuel Welsford \| Bora-Hansgrohe \| + 0 s \| \| \| 6.º \| Fernando Gaviria \| Movistar Team \| + 0 s \| \| \| 7.º \| Juan Sebastián Molano \| UAE Team Emirates \| + 0 s \| \| \| 8.º \| Simone Consonni \| Lidl-Trek \| + 0 s \| \| \| 9.º \| Phil Bauhaus \| Bahrain Victorious \| + 0 s \| \| \| 10.º \| Jarne Van de Paar \| Lotto Dstny \| + 0 s \| \| |                       |                            |                 |
| |                       |                            |                 |
| Fuente: ProCyclingStats |                       |                            |                 |
| Clasificación de la etapa |                       |                            |                 |
| Ciclista | Ciclista              | Equipo                     | Tiempo          |
| 1.º | Tim Merlier           | Soudal Quick-Step          | 3 h 09 min 55 s |
| 2.º | Arvid de Kleijn       | Tudor Pro Cycling Team     | + 0 s           |
| 3.º | Jakub Mareczko        | Team Corratec-Vini Fantini | + 0 s           |
| 4.º | Fabio Jakobsen        | Team dsm-firmenich PostNL  | + 0 s           |
| 5.º | Samuel Welsford       | Bora-Hansgrohe             | + 0 s           |
| 6.º | Fernando Gaviria      | Movistar Team              | + 0 s           |
| 7.º | Juan Sebastián Molano | UAE Team Emirates          | + 0 s           |
| 8.º | Simone Consonni       | Lidl-Trek                  | + 0 s           |
| 9.º | Phil Bauhaus          | Bahrain Victorious         | + 0 s           |
| 10.º | Jarne Van de Paar     | Lotto Dstny                | + 0 s           |

| \| Clasificación general \| Clasificación general \| Clasificación general \| Clasificación general \| Clasificación general \| \| Ciclista \| Ciclista \| Equipo \| Tiempo \| \| \| --------------------- \| --------------------- \| -------------------------- \| --------------------- \| --------------------- \| \| 1.º \| Tim Merlier \| Soudal Quick-Step \| 3 h 09 min 45 s \| \| \| 2.º \| Arvid de Kleijn \| Tudor Pro Cycling Team \| + 4 s \| \| \| 3.º \| Mark Stewart \| Team Corratec-Vini Fantini \| + 4 s \| \| \| 4.º \| Jakub Mareczko \| Team Corratec-Vini Fantini \| + 6 s \| \| \| 5.º \| Marco Murgano \| Team Corratec-Vini Fantini \| + 6 s \| \| \| 6.º \| Pello Bilbao \| Bahrain Victorious \| + 9 s \| \| \| 7.º \| Loe van Belle \| Team Visma \\| Lease a Bike \| + 9 s \| \| \| 8.º \| Fabio Jakobsen \| Team dsm-firmenich PostNL \| + 10 s \| \| \| 9.º \| Samuel Welsford \| Bora-Hansgrohe \| + 10 s \| \| \| 10.º \| Fernando Gaviria \| Movistar Team \| + 10 s \| \| |                  |                            |                 |
| |                  |                            |                 |
| Fuente: ProCyclingStats |                  |                            |                 |
| Clasificación general |                  |                            |                 |
| Ciclista | Ciclista         | Equipo                     | Tiempo          |
| 1.º | Tim Merlier      | Soudal Quick-Step          | 3 h 09 min 45 s |
| 2.º | Arvid de Kleijn  | Tudor Pro Cycling Team     | + 4 s           |
| 3.º | Mark Stewart     | Team Corratec-Vini Fantini | + 4 s           |
| 4.º | Jakub Mareczko   | Team Corratec-Vini Fantini | + 6 s           |
| 5.º | Marco Murgano    | Team Corratec-Vini Fantini | + 6 s           |
| 6.º | Pello Bilbao     | Bahrain Victorious         | + 9 s           |
| 7.º | Loe van Belle    | Team Visma \| Lease a Bike | + 9 s           |
| 8.º | Fabio Jakobsen   | Team dsm-firmenich PostNL  | + 10 s          |
| 9.º | Samuel Welsford  | Bora-Hansgrohe             | + 10 s          |
| 10.º | Fernando Gaviria | Movistar Team              | + 10 s          |

### 2.ª etapa
| Al Ḩudayriyāt - Al Ḩudayriyāt | contrarreloj individual | (12,1 km) |

| \| Clasificación de la etapa \| Clasificación de la etapa \| Clasificación de la etapa \| Clasificación de la etapa \| Clasificación de la etapa \| \| Ciclista \| Ciclista \| Equipo \| Tiempo \| \| \| ------------------------- \| ------------------------- \| -------------------------- \| ------------------------- \| ------------------------- \| \| 1.º \| Brandon McNulty \| UAE Team Emirates \| 13 min 27 s \| \| \| 2.º \| Jay Vine \| UAE Team Emirates \| + 2 s \| \| \| 3.º \| Mikkel Bjerg \| UAE Team Emirates \| + 4 s \| \| \| 4.º \| Tobias Foss \| Ineos Grenadiers \| + 14 s \| \| \| 5.º \| Rainer Kepplinger \| Bahrain Victorious \| + 16 s \| \| \| 6.º \| Ilan Van Wilder \| Soudal Quick-Step \| + 17 s \| \| \| 7.º \| Johan Price-Pejtersen \| Bahrain Victorious \| + 19 s \| \| \| 8.º \| Pello Bilbao \| Bahrain Victorious \| + 19 s \| \| \| 9.º \| Bruno Armirail \| Decathlon-AG2R La Mondiale \| + 20 s \| \| \| 10.º \| Iván Romeo \| Movistar Team \| + 21 s \| \| |                       |                            |             |
| |                       |                            |             |
| Fuente: ProCyclingStats |                       |                            |             |
| Clasificación de la etapa |                       |                            |             |
| Ciclista | Ciclista              | Equipo                     | Tiempo      |
| 1.º | Brandon McNulty       | UAE Team Emirates          | 13 min 27 s |
| 2.º | Jay Vine              | UAE Team Emirates          | + 2 s       |
| 3.º | Mikkel Bjerg          | UAE Team Emirates          | + 4 s       |
| 4.º | Tobias Foss           | Ineos Grenadiers           | + 14 s      |
| 5.º | Rainer Kepplinger     | Bahrain Victorious         | + 16 s      |
| 6.º | Ilan Van Wilder       | Soudal Quick-Step          | + 17 s      |
| 7.º | Johan Price-Pejtersen | Bahrain Victorious         | + 19 s      |
| 8.º | Pello Bilbao          | Bahrain Victorious         | + 19 s      |
| 9.º | Bruno Armirail        | Decathlon-AG2R La Mondiale | + 20 s      |
| 10.º | Iván Romeo            | Movistar Team              | + 21 s      |

| \| Clasificación general \| Clasificación general \| Clasificación general \| Clasificación general \| Clasificación general \| \| Ciclista \| Ciclista \| Equipo \| Tiempo \| \| \| --------------------- \| --------------------- \| -------------------------- \| --------------------- \| --------------------- \| \| 1.º \| Brandon McNulty \| UAE Team Emirates \| 3 h 23 min 22 s \| \| \| 2.º \| Jay Vine \| UAE Team Emirates \| + 2 s \| \| \| 3.º \| Mikkel Bjerg \| UAE Team Emirates \| + 4 s \| \| \| 4.º \| Tobias Foss \| Ineos Grenadiers \| + 14 s \| \| \| 5.º \| Rainer Kepplinger \| Bahrain Victorious \| + 16 s \| \| \| 6.º \| Ilan Van Wilder \| Soudal Quick-Step \| + 17 s \| \| \| 7.º \| Pello Bilbao \| Bahrain Victorious \| + 18 s \| \| \| 8.º \| Johan Price-Pejtersen \| Bahrain Victorious \| + 19 s \| \| \| 9.º \| Bruno Armirail \| Decathlon-AG2R La Mondiale \| + 20 s \| \| \| 10.º \| Iván Romeo \| Movistar Team \| + 21 s \| \| |                       |                            |                 |
| |                       |                            |                 |
| Fuente: ProCyclingStats |                       |                            |                 |
| Clasificación general |                       |                            |                 |
| Ciclista | Ciclista              | Equipo                     | Tiempo          |
| 1.º | Brandon McNulty       | UAE Team Emirates          | 3 h 23 min 22 s |
| 2.º | Jay Vine              | UAE Team Emirates          | + 2 s           |
| 3.º | Mikkel Bjerg          | UAE Team Emirates          | + 4 s           |
| 4.º | Tobias Foss           | Ineos Grenadiers           | + 14 s          |
| 5.º | Rainer Kepplinger     | Bahrain Victorious         | + 16 s          |
| 6.º | Ilan Van Wilder       | Soudal Quick-Step          | + 17 s          |
| 7.º | Pello Bilbao          | Bahrain Victorious         | + 18 s          |
| 8.º | Johan Price-Pejtersen | Bahrain Victorious         | + 19 s          |
| 9.º | Bruno Armirail        | Decathlon-AG2R La Mondiale | + 20 s          |
| 10.º | Iván Romeo            | Movistar Team              | + 21 s          |

### 3.ª etapa
| Al Marjan Island - Jebel Jais | etapa de montaña | (176 km) |

| \| Clasificación de la etapa \| Clasificación de la etapa \| Clasificación de la etapa \| Clasificación de la etapa \| Clasificación de la etapa \| \| Ciclista \| Ciclista \| Equipo \| Tiempo \| \| \| ------------------------- \| ------------------------- \| -------------------------- \| ------------------------- \| ------------------------- \| \| 1.º \| Ben O'Connor \| Decathlon-AG2R La Mondiale \| 4 h 17 min 55 s \| \| \| 2.º \| Jay Vine \| UAE Team Emirates \| + 5 s \| \| \| 3.º \| Lennert Van Eetvelt \| Lotto Dstny \| + 5 s \| \| \| 4.º \| Max Poole \| Team dsm-firmenich PostNL \| + 5 s \| \| \| 5.º \| Ilan Van Wilder \| Soudal Quick-Step \| + 5 s \| \| \| 6.º \| Attila Valter \| Team Visma \\| Lease a Bike \| + 5 s \| \| \| 7.º \| Matthew Riccitello \| Israel-Premier Tech \| + 5 s \| \| \| 8.º \| Pello Bilbao \| Bahrain Victorious \| + 5 s \| \| \| 9.º \| Einer Rubio \| Movistar Team \| + 5 s \| \| \| 10.º \| Simon Carr \| EF Education-EasyPost \| + 5 s \| \| |                     |                            |                 |
| |                     |                            |                 |
| Fuente: ProCyclingStats |                     |                            |                 |
| Clasificación de la etapa |                     |                            |                 |
| Ciclista | Ciclista            | Equipo                     | Tiempo          |
| 1.º | Ben O'Connor        | Decathlon-AG2R La Mondiale | 4 h 17 min 55 s |
| 2.º | Jay Vine            | UAE Team Emirates          | + 5 s           |
| 3.º | Lennert Van Eetvelt | Lotto Dstny                | + 5 s           |
| 4.º | Max Poole           | Team dsm-firmenich PostNL  | + 5 s           |
| 5.º | Ilan Van Wilder     | Soudal Quick-Step          | + 5 s           |
| 6.º | Attila Valter       | Team Visma \| Lease a Bike | + 5 s           |
| 7.º | Matthew Riccitello  | Israel-Premier Tech        | + 5 s           |
| 8.º | Pello Bilbao        | Bahrain Victorious         | + 5 s           |
| 9.º | Einer Rubio         | Movistar Team              | + 5 s           |
| 10.º | Simon Carr          | EF Education-EasyPost      | + 5 s           |

| \| Clasificación general \| Clasificación general \| Clasificación general \| Clasificación general \| Clasificación general \| \| Ciclista \| Ciclista \| Equipo \| Tiempo \| \| \| --------------------- \| --------------------- \| -------------------------- \| --------------------- \| --------------------- \| \| 1.º \| Jay Vine \| UAE Team Emirates \| 7 h 39 min 44 s \| \| \| 2.º \| Ben O'Connor \| Decathlon-AG2R La Mondiale \| + 11 s \| \| \| 3.º \| Brandon McNulty \| UAE Team Emirates \| + 13 s \| \| \| 4.º \| Ilan Van Wilder \| Soudal Quick-Step \| + 21 s \| \| \| 5.º \| Pello Bilbao \| Bahrain Victorious \| + 22 s \| \| \| 6.º \| Max Poole \| Team dsm-firmenich PostNL \| + 31 s \| \| \| 7.º \| Tobias Foss \| Ineos Grenadiers \| + 33 s \| \| \| 8.º \| Simon Carr \| EF Education-EasyPost \| + 36 s \| \| \| 9.º \| Mikkel Bjerg \| UAE Team Emirates \| + 37 s \| \| \| 10.º \| Attila Valter \| Team Visma \\| Lease a Bike \| + 39 s \| \| |                 |                            |                 |
| |                 |                            |                 |
| Fuente: ProCyclingStats |                 |                            |                 |
| Clasificación general |                 |                            |                 |
| Ciclista | Ciclista        | Equipo                     | Tiempo          |
| 1.º | Jay Vine        | UAE Team Emirates          | 7 h 39 min 44 s |
| 2.º | Ben O'Connor    | Decathlon-AG2R La Mondiale | + 11 s          |
| 3.º | Brandon McNulty | UAE Team Emirates          | + 13 s          |
| 4.º | Ilan Van Wilder | Soudal Quick-Step          | + 21 s          |
| 5.º | Pello Bilbao    | Bahrain Victorious         | + 22 s          |
| 6.º | Max Poole       | Team dsm-firmenich PostNL  | + 31 s          |
| 7.º | Tobias Foss     | Ineos Grenadiers           | + 33 s          |
| 8.º | Simon Carr      | EF Education-EasyPost      | + 36 s          |
| 9.º | Mikkel Bjerg    | UAE Team Emirates          | + 37 s          |
| 10.º | Attila Valter   | Team Visma \| Lease a Bike | + 39 s          |

### 4.ª etapa
| Dubái - Puerto Rashid | etapa llana | (168 km) |

| \| Clasificación de la etapa \| Clasificación de la etapa \| Clasificación de la etapa \| Clasificación de la etapa \| Clasificación de la etapa \| \| Ciclista \| Ciclista \| Equipo \| Tiempo \| \| \| ------------------------- \| ------------------------- \| -------------------------- \| ------------------------- \| ------------------------- \| \| 1.º \| Tim Merlier \| Soudal Quick-Step \| 4 h 01 min 47 s \| \| \| 2.º \| Arvid de Kleijn \| Tudor Pro Cycling Team \| + 0 s \| \| \| 3.º \| Olav Kooij \| Team Visma \\| Lease a Bike \| + 0 s \| \| \| 4.º \| Stanisław Aniołkowski \| Cofidis \| + 0 s \| \| \| 5.º \| Jakub Mareczko \| Team Corratec-Vini Fantini \| + 0 s \| \| \| 6.º \| Fabio Jakobsen \| Team dsm-firmenich PostNL \| + 0 s \| \| \| 7.º \| Jarne Van de Paar \| Lotto Dstny \| + 0 s \| \| \| 8.º \| Phil Bauhaus \| Bahrain Victorious \| + 0 s \| \| \| 9.º \| Fernando Gaviria \| Movistar Team \| + 0 s \| \| \| 10.º \| Oded Kogut \| Israel-Premier Tech \| + 0 s \| \| |                       |                            |                 |
| |                       |                            |                 |
| Fuente: ProCyclingStats |                       |                            |                 |
| Clasificación de la etapa |                       |                            |                 |
| Ciclista | Ciclista              | Equipo                     | Tiempo          |
| 1.º | Tim Merlier           | Soudal Quick-Step          | 4 h 01 min 47 s |
| 2.º | Arvid de Kleijn       | Tudor Pro Cycling Team     | + 0 s           |
| 3.º | Olav Kooij            | Team Visma \| Lease a Bike | + 0 s           |
| 4.º | Stanisław Aniołkowski | Cofidis                    | + 0 s           |
| 5.º | Jakub Mareczko        | Team Corratec-Vini Fantini | + 0 s           |
| 6.º | Fabio Jakobsen        | Team dsm-firmenich PostNL  | + 0 s           |
| 7.º | Jarne Van de Paar     | Lotto Dstny                | + 0 s           |
| 8.º | Phil Bauhaus          | Bahrain Victorious         | + 0 s           |
| 9.º | Fernando Gaviria      | Movistar Team              | + 0 s           |
| 10.º | Oded Kogut            | Israel-Premier Tech        | + 0 s           |

| \| Clasificación general \| Clasificación general \| Clasificación general \| Clasificación general \| Clasificación general \| \| Ciclista \| Ciclista \| Equipo \| Tiempo \| \| \| --------------------- \| --------------------- \| -------------------------- \| --------------------- \| --------------------- \| \| 1.º \| Jay Vine \| UAE Team Emirates \| 11 h 41 min 31 s \| \| \| 2.º \| Ben O'Connor \| Decathlon-AG2R La Mondiale \| + 11 s \| \| \| 3.º \| Brandon McNulty \| UAE Team Emirates \| + 13 s \| \| \| 4.º \| Ilan Van Wilder \| Soudal Quick-Step \| + 21 s \| \| \| 5.º \| Pello Bilbao \| Bahrain Victorious \| + 22 s \| \| \| 6.º \| Max Poole \| Team dsm-firmenich PostNL \| + 31 s \| \| \| 7.º \| Tobias Foss \| Ineos Grenadiers \| + 33 s \| \| \| 8.º \| Simon Carr \| EF Education-EasyPost \| + 36 s \| \| \| 9.º \| Mikkel Bjerg \| UAE Team Emirates \| + 37 s \| \| \| 10.º \| Attila Valter \| Team Visma \\| Lease a Bike \| + 39 s \| \| |                 |                            |                  |
| |                 |                            |                  |
| Fuente: ProCyclingStats |                 |                            |                  |
| Clasificación general |                 |                            |                  |
| Ciclista | Ciclista        | Equipo                     | Tiempo           |
| 1.º | Jay Vine        | UAE Team Emirates          | 11 h 41 min 31 s |
| 2.º | Ben O'Connor    | Decathlon-AG2R La Mondiale | + 11 s           |
| 3.º | Brandon McNulty | UAE Team Emirates          | + 13 s           |
| 4.º | Ilan Van Wilder | Soudal Quick-Step          | + 21 s           |
| 5.º | Pello Bilbao    | Bahrain Victorious         | + 22 s           |
| 6.º | Max Poole       | Team dsm-firmenich PostNL  | + 31 s           |
| 7.º | Tobias Foss     | Ineos Grenadiers           | + 33 s           |
| 8.º | Simon Carr      | EF Education-EasyPost      | + 36 s           |
| 9.º | Mikkel Bjerg    | UAE Team Emirates          | + 37 s           |
| 10.º | Attila Valter   | Team Visma \| Lease a Bike | + 39 s           |

### 5.ª etapa
| Al Aqqah - Um el Kaiwain | etapa llana | (182 km) |

| \| Clasificación de la etapa \| Clasificación de la etapa \| Clasificación de la etapa \| Clasificación de la etapa \| Clasificación de la etapa \| \| Ciclista \| Ciclista \| Equipo \| Tiempo \| \| \| ------------------------- \| ------------------------- \| -------------------------- \| ------------------------- \| ------------------------- \| \| 1.º \| Olav Kooij \| Team Visma \\| Lease a Bike \| 4 h 08 min 38 s \| \| \| 2.º \| Tim Merlier \| Soudal Quick-Step \| + 0 s \| \| \| 3.º \| Samuel Welsford \| Bora-Hansgrohe \| + 0 s \| \| \| 4.º \| Simone Consonni \| Lidl-Trek \| + 0 s \| \| \| 5.º \| Milan Fretin \| Cofidis \| + 0 s \| \| \| 6.º \| Phil Bauhaus \| Bahrain Victorious \| + 0 s \| \| \| 7.º \| Dylan Groenewegen \| Team Jayco AlUla \| + 0 s \| \| \| 8.º \| Tim Van Dijke \| Team Visma \\| Lease a Bike \| + 0 s \| \| \| 9.º \| Kaden Groves \| Alpecin-Deceuninck \| + 0 s \| \| \| 10.º \| Fabio Jakobsen \| Team dsm-firmenich PostNL \| + 0 s \| \| |                   |                            |                 |
| |                   |                            |                 |
| Fuente: ProCyclingStats |                   |                            |                 |
| Clasificación de la etapa |                   |                            |                 |
| Ciclista | Ciclista          | Equipo                     | Tiempo          |
| 1.º | Olav Kooij        | Team Visma \| Lease a Bike | 4 h 08 min 38 s |
| 2.º | Tim Merlier       | Soudal Quick-Step          | + 0 s           |
| 3.º | Samuel Welsford   | Bora-Hansgrohe             | + 0 s           |
| 4.º | Simone Consonni   | Lidl-Trek                  | + 0 s           |
| 5.º | Milan Fretin      | Cofidis                    | + 0 s           |
| 6.º | Phil Bauhaus      | Bahrain Victorious         | + 0 s           |
| 7.º | Dylan Groenewegen | Team Jayco AlUla           | + 0 s           |
| 8.º | Tim Van Dijke     | Team Visma \| Lease a Bike | + 0 s           |
| 9.º | Kaden Groves      | Alpecin-Deceuninck         | + 0 s           |
| 10.º | Fabio Jakobsen    | Team dsm-firmenich PostNL  | + 0 s           |

| \| Clasificación general \| Clasificación general \| Clasificación general \| Clasificación general \| Clasificación general \| \| Ciclista \| Ciclista \| Equipo \| Tiempo \| \| \| --------------------- \| --------------------- \| -------------------------- \| --------------------- \| --------------------- \| \| 1.º \| Jay Vine \| UAE Team Emirates \| 15 h 50 min 09 s \| \| \| 2.º \| Ben O'Connor \| Decathlon-AG2R La Mondiale \| + 11 s \| \| \| 3.º \| Brandon McNulty \| UAE Team Emirates \| + 13 s \| \| \| 4.º \| Ilan Van Wilder \| Soudal Quick-Step \| + 21 s \| \| \| 5.º \| Pello Bilbao \| Bahrain Victorious \| + 22 s \| \| \| 6.º \| Max Poole \| Team dsm-firmenich PostNL \| + 31 s \| \| \| 7.º \| Tobias Foss \| Ineos Grenadiers \| + 33 s \| \| \| 8.º \| Simon Carr \| EF Education-EasyPost \| + 36 s \| \| \| 9.º \| Lennert Van Eetvelt \| Lotto Dstny \| + 37 s \| \| \| 10.º \| Mikkel Bjerg \| UAE Team Emirates \| + 37 s \| \| |                     |                            |                  |
| |                     |                            |                  |
| Fuente: ProCyclingStats |                     |                            |                  |
| Clasificación general |                     |                            |                  |
| Ciclista | Ciclista            | Equipo                     | Tiempo           |
| 1.º | Jay Vine            | UAE Team Emirates          | 15 h 50 min 09 s |
| 2.º | Ben O'Connor        | Decathlon-AG2R La Mondiale | + 11 s           |
| 3.º | Brandon McNulty     | UAE Team Emirates          | + 13 s           |
| 4.º | Ilan Van Wilder     | Soudal Quick-Step          | + 21 s           |
| 5.º | Pello Bilbao        | Bahrain Victorious         | + 22 s           |
| 6.º | Max Poole           | Team dsm-firmenich PostNL  | + 31 s           |
| 7.º | Tobias Foss         | Ineos Grenadiers           | + 33 s           |
| 8.º | Simon Carr          | EF Education-EasyPost      | + 36 s           |
| 9.º | Lennert Van Eetvelt | Lotto Dstny                | + 37 s           |
| 10.º | Mikkel Bjerg        | UAE Team Emirates          | + 37 s           |

### 6.ª etapa
| Louvre Abu Dabi - Abu Dhabi Breakwater | etapa llana | (138 km) |

| \| Clasificación de la etapa \| Clasificación de la etapa \| Clasificación de la etapa \| Clasificación de la etapa \| Clasificación de la etapa \| \| Ciclista \| Ciclista \| Equipo \| Tiempo \| \| \| ------------------------- \| ------------------------- \| ------------------------- \| ------------------------- \| ------------------------- \| \| 1.º \| Tim Merlier \| Soudal Quick-Step \| 3 h 02 min 14 s \| \| \| 2.º \| Arvid de Kleijn \| Tudor Pro Cycling Team \| + 0 s \| \| \| 3.º \| Phil Bauhaus \| Bahrain Victorious \| + 0 s \| \| \| 4.º \| Milan Fretin \| Cofidis \| + 0 s \| \| \| 5.º \| Gleb Syritsa \| Astana Qazaqstan Team \| + 0 s \| \| \| 6.º \| Dylan Groenewegen \| Team Jayco AlUla \| + 0 s \| \| \| 7.º \| Jarne Van de Paar \| Lotto Dstny \| + 0 s \| \| \| 8.º \| Fernando Gaviria \| Movistar Team \| + 0 s \| \| \| 9.º \| Juan Sebastián Molano \| UAE Team Emirates \| + 0 s \| \| \| 10.º \| Simone Consonni \| Lidl-Trek \| + 0 s \| \| |                       |                        |                 |
| |                       |                        |                 |
| Fuente: ProCyclingStats |                       |                        |                 |
| Clasificación de la etapa |                       |                        |                 |
| Ciclista | Ciclista              | Equipo                 | Tiempo          |
| 1.º | Tim Merlier           | Soudal Quick-Step      | 3 h 02 min 14 s |
| 2.º | Arvid de Kleijn       | Tudor Pro Cycling Team | + 0 s           |
| 3.º | Phil Bauhaus          | Bahrain Victorious     | + 0 s           |
| 4.º | Milan Fretin          | Cofidis                | + 0 s           |
| 5.º | Gleb Syritsa          | Astana Qazaqstan Team  | + 0 s           |
| 6.º | Dylan Groenewegen     | Team Jayco AlUla       | + 0 s           |
| 7.º | Jarne Van de Paar     | Lotto Dstny            | + 0 s           |
| 8.º | Fernando Gaviria      | Movistar Team          | + 0 s           |
| 9.º | Juan Sebastián Molano | UAE Team Emirates      | + 0 s           |
| 10.º | Simone Consonni       | Lidl-Trek              | + 0 s           |

| \| Clasificación general \| Clasificación general \| Clasificación general \| Clasificación general \| Clasificación general \| \| Ciclista \| Ciclista \| Equipo \| Tiempo \| \| \| --------------------- \| --------------------- \| -------------------------- \| --------------------- \| --------------------- \| \| 1.º \| Jay Vine \| UAE Team Emirates \| 18 h 52 min 23 s \| \| \| 2.º \| Ben O'Connor \| Decathlon-AG2R La Mondiale \| + 11 s \| \| \| 3.º \| Brandon McNulty \| UAE Team Emirates \| + 13 s \| \| \| 4.º \| Ilan Van Wilder \| Soudal Quick-Step \| + 21 s \| \| \| 5.º \| Pello Bilbao \| Bahrain Victorious \| + 22 s \| \| \| 6.º \| Max Poole \| Team dsm-firmenich PostNL \| + 31 s \| \| \| 7.º \| Tobias Foss \| Ineos Grenadiers \| + 33 s \| \| \| 8.º \| Simon Carr \| EF Education-EasyPost \| + 36 s \| \| \| 9.º \| Lennert Van Eetvelt \| Lotto Dstny \| + 37 s \| \| \| 10.º \| Mikkel Bjerg \| UAE Team Emirates \| + 37 s \| \| |                     |                            |                  |
| |                     |                            |                  |
| Fuente: ProCyclingStats |                     |                            |                  |
| Clasificación general |                     |                            |                  |
| Ciclista | Ciclista            | Equipo                     | Tiempo           |
| 1.º | Jay Vine            | UAE Team Emirates          | 18 h 52 min 23 s |
| 2.º | Ben O'Connor        | Decathlon-AG2R La Mondiale | + 11 s           |
| 3.º | Brandon McNulty     | UAE Team Emirates          | + 13 s           |
| 4.º | Ilan Van Wilder     | Soudal Quick-Step          | + 21 s           |
| 5.º | Pello Bilbao        | Bahrain Victorious         | + 22 s           |
| 6.º | Max Poole           | Team dsm-firmenich PostNL  | + 31 s           |
| 7.º | Tobias Foss         | Ineos Grenadiers           | + 33 s           |
| 8.º | Simon Carr          | EF Education-EasyPost      | + 36 s           |
| 9.º | Lennert Van Eetvelt | Lotto Dstny                | + 37 s           |
| 10.º | Mikkel Bjerg        | UAE Team Emirates          | + 37 s           |

### 7.ª etapa
| Al Ain - Jabal Hafit | etapa de media montaña | (161 km) |

| \| Clasificación de la etapa \| Clasificación de la etapa \| Clasificación de la etapa \| Clasificación de la etapa \| Clasificación de la etapa \| \| Ciclista \| Ciclista \| Equipo \| Tiempo \| \| \| ------------------------- \| ------------------------- \| -------------------------- \| ------------------------- \| ------------------------- \| \| 1.º \| Lennert Van Eetvelt \| Lotto Dstny \| 3 h 38 min 28 s \| \| \| 2.º \| Pello Bilbao \| Bahrain Victorious \| + 22 s \| \| \| 3.º \| Ben O'Connor \| Decathlon-AG2R La Mondiale \| + 22 s \| \| \| 4.º \| Michael Storer \| Tudor Pro Cycling Team \| + 22 s \| \| \| 5.º \| Attila Valter \| Team Visma \\| Lease a Bike \| + 22 s \| \| \| 6.º \| Carlos Verona \| Lidl-Trek \| + 22 s \| \| \| 7.º \| Ilan Van Wilder \| Soudal Quick-Step \| + 27 s \| \| \| 8.º \| Brandon Rivera \| Ineos Grenadiers \| + 38 s \| \| \| 9.º \| Einer Rubio \| Movistar Team \| + 38 s \| \| \| 10.º \| Bart Lemmen \| Team Visma \\| Lease a Bike \| + 47 s \| \| |                     |                            |                 |
| |                     |                            |                 |
| Fuente: ProCyclingStats |                     |                            |                 |
| Clasificación de la etapa |                     |                            |                 |
| Ciclista | Ciclista            | Equipo                     | Tiempo          |
| 1.º | Lennert Van Eetvelt | Lotto Dstny                | 3 h 38 min 28 s |
| 2.º | Pello Bilbao        | Bahrain Victorious         | + 22 s          |
| 3.º | Ben O'Connor        | Decathlon-AG2R La Mondiale | + 22 s          |
| 4.º | Michael Storer      | Tudor Pro Cycling Team     | + 22 s          |
| 5.º | Attila Valter       | Team Visma \| Lease a Bike | + 22 s          |
| 6.º | Carlos Verona       | Lidl-Trek                  | + 22 s          |
| 7.º | Ilan Van Wilder     | Soudal Quick-Step          | + 27 s          |
| 8.º | Brandon Rivera      | Ineos Grenadiers           | + 38 s          |
| 9.º | Einer Rubio         | Movistar Team              | + 38 s          |
| 10.º | Bart Lemmen         | Team Visma \| Lease a Bike | + 47 s          |

## Clasificaciones finales
- Las clasificaciones finalizaron de la siguiente forma:[3]

### Clasificación general
| \| Clasificación general \| Clasificación general \| Clasificación general \| Clasificación general \| Clasificación general \| \| Ciclista \| Ciclista \| Equipo \| Tiempo \| \| \| --------------------- \| --------------------- \| -------------------------- \| --------------------- \| --------------------- \| \| 1.º \| Lennert Van Eetvelt \| Lotto Dstny \| 22 h 31 min 18 s \| \| \| 2.º \| Ben O'Connor \| Decathlon-AG2R La Mondiale \| + 2 s \| \| \| 3.º \| Pello Bilbao \| Bahrain Victorious \| + 11 s \| \| \| 4.º \| Ilan Van Wilder \| Soudal Quick-Step \| + 21 s \| \| \| 5.º \| Attila Valter \| Team Visma \\| Lease a Bike \| + 34 s \| \| \| 6.º \| Michael Storer \| Tudor Pro Cycling Team \| + 36 s \| \| \| 7.º \| Max Poole \| Team dsm-firmenich PostNL \| + 55 s \| \| \| 8.º \| Brandon Rivera \| Ineos Grenadiers \| + 1 min 00 s \| \| \| 9.º \| Carlos Verona \| Lidl-Trek \| + 1 min 09 s \| \| \| 10.º \| Bart Lemmen \| Team Visma \\| Lease a Bike \| + 1 min 13 s \| \| |                     |                            |                  |
| |                     |                            |                  |
| Fuente: ProCyclingStats |                     |                            |                  |
| Clasificación general |                     |                            |                  |
| Ciclista | Ciclista            | Equipo                     | Tiempo           |
| 1.º | Lennert Van Eetvelt | Lotto Dstny                | 22 h 31 min 18 s |
| 2.º | Ben O'Connor        | Decathlon-AG2R La Mondiale | + 2 s            |
| 3.º | Pello Bilbao        | Bahrain Victorious         | + 11 s           |
| 4.º | Ilan Van Wilder     | Soudal Quick-Step          | + 21 s           |
| 5.º | Attila Valter       | Team Visma \| Lease a Bike | + 34 s           |
| 6.º | Michael Storer      | Tudor Pro Cycling Team     | + 36 s           |
| 7.º | Max Poole           | Team dsm-firmenich PostNL  | + 55 s           |
| 8.º | Brandon Rivera      | Ineos Grenadiers           | + 1 min 00 s     |
| 9.º | Carlos Verona       | Lidl-Trek                  | + 1 min 09 s     |
| 10.º | Bart Lemmen         | Team Visma \| Lease a Bike | + 1 min 13 s     |

### Clasificación de los puntos
| Clasificación por puntos | Clasificación por puntos | Clasificación por puntos   | Clasificación por puntos | Clasificación por puntos |
| Ciclista                 | Ciclista                 | Equipo                     | Puntos                   |                          |
| ------------------------ | ------------------------ | -------------------------- | ------------------------ | ------------------------ |
| 1.º                      | Tim Merlier              | Soudal Quick-Step          | 76 pts                   |                          |
| 2.º                      | Mark Stewart             | Team Corratec-Vini Fantini | 56 pts                   |                          |
| 3.º                      | Lennert Van Eetvelt      | Lotto Dstny                | 48 pts                   |                          |
| 4.º                      | Arvid de Kleijn          | Tudor Pro Cycling Team     | 48 pts                   |                          |
| 5.º                      | Ben O'Connor             | Decathlon-AG2R La Mondiale | 32 pts                   |                          |
| 6.º                      | Olav Kooij               | Team Visma \| Lease a Bike | 32 pts                   |                          |
| 7.º                      | Jay Vine                 | UAE Team Emirates          | 32 pts                   |                          |
| 8.º                      | Pello Bilbao             | Bahrain Victorious         | 25 pts                   |                          |
| 9.º                      | Phil Bauhaus             | Bahrain Victorious         | 22 pts                   |                          |
| 10.º                     | Brandon McNulty          | UAE Team Emirates          | 21 pts                   |                          |

### Clasificación de los jóvenes
| Clasificación del mejor joven | Clasificación del mejor joven | Clasificación del mejor joven | Clasificación del mejor joven | Clasificación del mejor joven |
| Ciclista                      | Ciclista                      | Equipo                        | Tiempo                        |                               |
| ----------------------------- | ----------------------------- | ----------------------------- | ----------------------------- | ----------------------------- |
| 1.º                           | Lennert Van Eetvelt           | Lotto Dstny                   | 22 h 31 min 18 s              |                               |
| 2.º                           | Ilan Van Wilder               | Soudal Quick-Step             | + 21 s                        |                               |
| 3.º                           | Max Poole                     | Team dsm-firmenich PostNL     | + 55 s                        |                               |
| 4.º                           | Matthew Riccitello            | Israel-Premier Tech           | + 1 min 27 s                  |                               |
| 5.º                           | Harold Martín López           | Astana Qazaqstan Team         | + 1 min 48 s                  |                               |
| 6.º                           | Mauri Vansevenant             | Soudal Quick-Step             | + 2 min 12 s                  |                               |
| 7.º                           | Natnael Tesfatsion            | Lidl-Trek                     | + 3 min 34 s                  |                               |
| 8.º                           | Jesús David Peña              | Team Jayco AlUla              | + 4 min 02 s                  |                               |
| 9.º                           | Iván Romeo                    | Movistar Team                 | + 4 min 34 s                  |                               |
| 10.º                          | Kevin Colleoni                | Intermarché-Wanty             | + 10 min 23 s                 |                               |

### Clasificación por equipos
| Clasificación por equipos | Clasificación por equipos  | Clasificación por equipos | Clasificación por equipos |
| Equipo                    | Equipo                     | Tiempo                    |                           |
| ------------------------- | -------------------------- | ------------------------- | ------------------------- |
| 1.º                       | Lidl-Trek                  | 67 h 38 min 53 s          |                           |
| 2.º                       | Soudal Quick-Step          | + 2 min 50 s              |                           |
| 3.º                       | Bahrain Victorious         | + 5 min 26 s              |                           |
| 4.º                       | Ineos Grenadiers           | + 6 min 53 s              |                           |
| 5.º                       | Movistar Team              | + 7 min 40 s              |                           |
| 6.º                       | Team Visma \| Lease a Bike | + 11 min 43 s             |                           |
| 7.º                       | Decathlon-AG2R La Mondiale | + 14 min 22 s             |                           |
| 8.º                       | Bora-Hansgrohe             | + 14 min 51 s             |                           |
| 9.º                       | Israel-Premier Tech        | + 20 min 00 s             |                           |
| 10.º                      | UAE Team Emirates          | + 20 min 30 s             |                           |

## Evolución de las clasificaciones
| Etapa                   |                         | Ganador _           | Clasificación general | Puntos          | Metas volantes | Jóvenes             | Equipo                    |
| ----------------------- | ----------------------- | ------------------- | --------------------- | --------------- | -------------- | ------------------- | ------------------------- |
| 1.ª etapa               | etapa llana             | Tim Merlier         | Tim Merlier           | Tim Merlier     | Mark Stewart   | Loe van Belle       | Team dsm-firmenich PostNL |
| 2.ª etapa               | contrarreloj individual | Brandon McNulty     | Brandon McNulty       | Brandon McNulty | Mark Stewart   | Ilan Van Wilder     | UAE Team Emirates         |
| 3.ª etapa               | etapa de montaña        | Ben O'Connor        | Jay Vine              | Mark Stewart    | Mark Stewart   | Ilan Van Wilder     | UAE Team Emirates         |
| 4.ª etapa               | etapa llana             | Tim Merlier         | Jay Vine              | Mark Stewart    | Mark Stewart   | Ilan Van Wilder     | UAE Team Emirates         |
| 5.ª etapa               | etapa llana             | Olav Kooij          | Jay Vine              | Tim Merlier     | Mark Stewart   | Ilan Van Wilder     | UAE Team Emirates         |
| 6.ª etapa               | etapa llana             | Tim Merlier         | Jay Vine              | Tim Merlier     | Mark Stewart   | Ilan Van Wilder     | UAE Team Emirates         |
| 7.ª etapa               | etapa de media montaña  | Lennert Van Eetvelt | Lennert Van Eetvelt   | Tim Merlier     | Mark Stewart   | Lennert Van Eetvelt | Lidl-Trek                 |
| Clasificaciones finales | Clasificaciones finales |                     | Lennert Van Eetvelt   | Tim Merlier     | Mark Stewart   | Lennert Van Eetvelt | Lidl-Trek                 |

## Ciclistas participantes y posiciones finales
Convenciones:
- AB-N: Abandono en la etapa "N"
- FLT-N: Retiro por llegada fuera del límite de tiempo en la etapa "N"
- NTS-N: No tomó la salida para la etapa "N"
- DES-N: Descalificado o expulsado en la etapa "N"

## UCI World Ranking
El UAE Tour otorgó puntos para el UCI World Ranking para corredores de los equipos en las categorías UCI WorldTeam, UCI ProTeam y Continental. Las siguientes tablas son el baremo de puntuación y los diez corredores que obtuvieron más puntos:
| Posición              | 1.º | 2.º | 3.º | 4.º | 5.º | 6.º | 7.º | 8.º | 9.º | 10.º | 11.º | 12.º | 13.º | 14.º | 15.º-20.º | 21.º-30.º | 31.º-50.º | 51.º-55.º | 56.º-60.º |
| Clasificación general | 300 | 250 | 215 | 175 | 120 | 115 | 95  | 75  | 60  | 50   | 40   | 35   | 30   | 25   | 20        | 12        | 5         | 2         | 1         |
| Por etapa             | 40  | 25  | 20  | 15  | 10  | 8   | 6   | 3   | 2   | 1    |      |      |      |      |           |           |           |           |           |
| Líder                 | 6   |     |     |     |     |     |     |     |     |      |      |      |      |      |           |           |           |           |           |

| Clasificación |                     |                            |         |       |       |       |
| Posición      | Ciclista            | Equipo                     | General | Etapa | Líder | Total |
| ------------- | ------------------- | -------------------------- | ------- | ----- | ----- | ----- |
| 1.º           | Lennert Van Eetvelt | Lotto Dstny                | 300     | 60    | -     | 360   |
| 2.º           | Ben O'Connor        | Decathlon AG2R La Mondiale | 250     | 60    | -     | 310   |
| 3.º           | Pello Bilbao        | Bahrain Victorious         | 215     | 31    | -     | 246   |
| 4.º           | Ilan Van Wilder     | Soudal Quick-Step          | 175     | 24    | -     | 199   |
| 5.º           | Tim Merlier         | Soudal Quick-Step          | -       | 145   | 6     | 151   |
| 6.º           | Attila Valter       | Visma \| Lease a Bike      | 120     | 18    | -     | 138   |
| 7.º           | Michael Storer      | Tudor                      | 115     | 15    | -     | 130   |
| 8.º           | Max Poole           | dsm-firmenich PostNL       | 95      | 15    | -     | 110   |
| 9.º           | Jay Vine            | UAE Emirates               | 12      | 50    | 24    | 86    |
| 10.º          | Brandon Rivera      | INEOS Grenadiers           | 75      | 3     | -     | 78    |